# رضا کی‌نژاد
رضا کی‌نژاد از سیاستمداران ایرانی بود، که در دوره‌  دوره‌های  هجدهم  بعنوان نماینده تهران در مجلس شورای ملی حضور داشت.